# Monsignore
Monsignore (francouzsky můj pane) byl ve Francii titul krále (monseigneur le roi), později pak titul a způsob oslovování mladšího bratra panujícího krále. Ke konci monarchie tak bývali oslovováni i ostatní princové královské krve, nyní i vysoká rodová aristokracie. Dnes se slovem monseigneur označuje nositel rytířského titulu a za vlády císaře Napoleona se používal jako titul ministrů.

## Církevní použití

Heraldické označení pro monsignora 1. stupně

Heraldické označení pro monsignora 2. stupně

Heraldické označení pro monsignora 3. stupně

V katolické církvi přísluší od roku 1968 titul monsignore (čti monsiňore):
- kněžím, kteří jsou nositelé čestných titulů

1. kaplan Jeho Svatosti – Monsignor 1. stupně (většina monsignorů, od r. 2013 jediný (mimo Římskou kurii) udělovaný stupeň),
2. prelát Jeho Svatosti  – Monsignor 2. stupně (např. Jan Brabec, ThLic. Václav Červinka, Václav Dvořák, prof. PhDr. Tomáš Halík, Carl Hudzietz, ThDr. Antonín Huvar OT, ThLic. František Kohlíček, ThLic. Bohumil Kolář, prof. ThDr. František Xaverský Kryštůfek, Pavel Kučera, ThLic. Artur Matuszek, Mgr. Jiří Mikulášek, prof. ThDr. Jaroslav Němec, prof. ThDr. Jan Nevěřil, doc. Mag. Josef Olejník, Mons. Doc. Ing. Mgr. Aleš Opatrný, Erich Pepřík, ThLic. Karel Pilík, ThLic. Jiří Reinsberg, Josef Růt, ThDr. Karel Simandl, doc. ThDr. Jiří Skoblík, Mgr. Josef Socha, Josef Stejskal, ThLic. Josef Vojtěch Šach, prof. ThDr. Josef Tumpach, Miroslav Vágner, František Valoušek),
3. apoštolský protonotář  – Monsignor 3. stupně  (např. Josef Brenner, Jan Cais, doc. ThDr. PhDr. Josef Čihák, Gustav Mattauch, Ludvík Horký, Josef Kavale, ThDr. Oto Mádr, Zdeněk Jiří Chřepický z Modliškovic, inf. prel. ThDr. Jan Pauly, Leonard Rendl, ThDr. Josef Resl, ThDr. František Reyl,  Karel Dominik Řečický, prof. ThDr. Jan Nepomuk Stárek, ThDr. Adolf Šelbický a prof. ThDr. PhDr. Karel Vrána)

- a automaticky

1. úředníkům Římské kurie označovaným jako apoštolští protonotáři (zpravidla jich bývá sedm) po dobu jejich funkce,
2. biskupům (a arcibiskupům),
3. generálním vikářům po dobu jejich funkce (s výjimkou řeholníků).

### Oděv monsignora

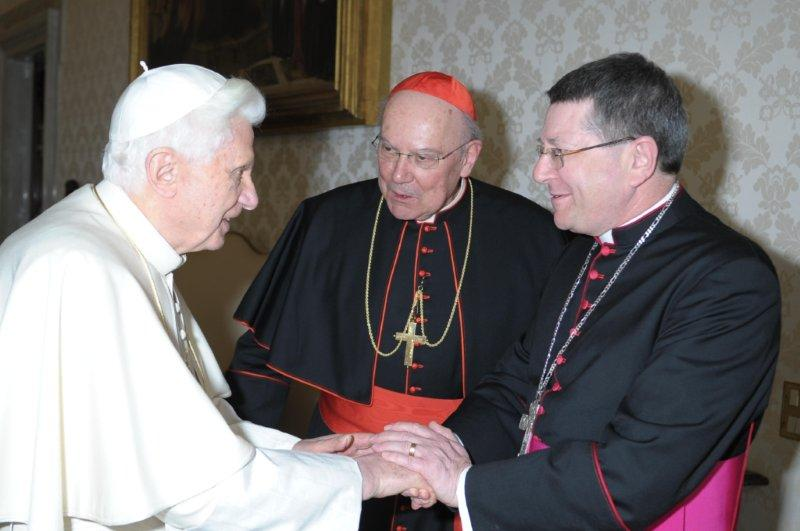
Zleva papež Benedikt XVI., kardinál Levada a apoštolský protonotář Newton v klerikách

Trojstupňové hodnostní rozdělení monsignorátu má své odlišení ve společenském i liturgickém oblečení. Monsignor 1. stupně nosí černou kleriku s fialovým cingulem, monsignor 2. stupně nosí celofialovou kleriku a monsignor 3. stupně nosí fialovou pelerínu. Odlišná hodnost se projevuje také na klobouku osobního erbu.

### Titulatura
Před rokem 1968 náležel v katolické církvi titul nositelům více druhů čestných titulů. Striktně vzato může nositel některého z dotyčných titulů užívat titul pouze po dobu pontifikátu papeže, který mu titul udělil; bývá však zvykem, že nově zvolený papež tituly, které udělili jeho předchůdci, jejich držitelům ponechá.
Dříve se používala zkratka Msgre. (popřípadě Msgr.), v současné době je preferována Mons. (jedním z důvodů může být i záměna zkratky Msgre. za Mgr.).

#### Reforma papeže Františka (2013)
V prvním roce svého pontifikátu papež František sdělil prostřednictvím oběžníku Státního sekretariátu všem nunciům, kteří měli obsah komunikovat všem katolickým biskupům, své rozhodnutí výrazně omezit udělování titulu monsignore. Diecézním kněžím bude udělován pouze první stupeň (kaplan Jeho Svatosti) a jeho udílení bylo omezeno na diecézní kněze starší 65 let. Toto rozhodnutí se netýká vysokých úředníků Římské kurie a papežských diplomatů, kde tento třístupňový monsignorát zůstává v platnosti. Změna se týká pouze udělování čestných titulů duchovním.

#### Oficiální oděv monsignora
Kněží, kterým papež udělí titul monsignor, nosí černou kleriku s knoflíky fialové barvy a též fialové lemování na manžetách, límečku a obvodu kleriky. Přes kleriku užívá stejné cingulum jako biskup, tedy fialové. Černé solideo mají také lemované fialovou barvou.